# Чугуївське повстання 1819
Чугуївське повстання — збройне заворушення військових поселенців Чугуївського полку на Харківщині у 1819 році проти жорстоких умов праці і суворих розпорядків у військових поселеннях (своєрідне поєднання військової служби з працею у сільському господарстві), запроваджених у Російській імперії військовим міністром Олексієм Аракчеєвим.

## Події
Чугуївське повстання почалося 9 липня 1819 року з вимогою ліквідації військових поселень. До повсталих приєдналися селяни сусідніх сіл, а також військові поселенці з Балаклії. Для придушення повстання російський уряд вислав регулярне військо під проводом воєнного міністра, генерала О. А. Аракчеєва, 4 піхотні полки і 2 артилерійські роти з гарматами. Після місячного опору Чугуївське повстання було приборкане. Заарештовано і жорстоко покарано близько 2 000 повстанців. З них 20 загинуло під шпіцрутенами, 400 заслано на каторжні роботи. У 1820 році подібні повстання вибухнули в Південній Україні, які охопили близько 200 сіл.